# Hemicircus
Hemicircus es un género de aves piciformes perteneciente a la familia Picidae.

## Especies
Contiene dos especies:
- Hemicircus concretus - pito colicorto;[2]
- Hemicircus canente - pito de corazones.[2]